# Schalleria mexicana
Schalleria mexicana är en kvalsterart som beskrevs av Sandór Mahunka och Palacios-Vargas 1996. Schalleria mexicana ingår i släktet Schalleria och familjen Microzetidae. Inga underarter finns listade i Catalogue of Life.